# Alfoz
Alfoz település Spanyolországban, Lugo tartományban. Alfoz Mondoñedo, Abadín, O Valadouro és Foz községekkel határos. Lakosainak száma 1523 fő (2024).

## Népesség
A település népessége az elmúlt években az alábbi módon változott:
| Lakosok száma | 2421 | 2312 | 2159 | 2107 | 2009 | 1903 | 1782 | 1688 | 1585 | 1523 |
|               | 2001 | 2004 | 2007 | 2009 | 2012 | 2014 | 2017 | 2019 | 2022 | 2024 |